# Niger na Letních olympijských hrách 1972
Niger se účastnil Letní olympiády 1972 v německém Mnichově. Zastupovali ho 4 sportovci, všichni muži, v jediném sportu.

## Medailisté
| Medaile | Jméno         | Sport | Soutěž                         |
| ------- | ------------- | ----- | ------------------------------ |
| Bronz   | Issaka Dabore | Box   | muži velterová váha do 63,5 kg |